# Samuel IJsseling
Samuel IJsseling (Delft, 21 december 1932 – Leuven, 14 mei 2015) was een Nederlands filosoof en hoogleraar.
IJsseling was van 1969 tot zijn emeritaat in 1997 hoogleraar moderne en hedendaagse wijsbegeerte aan het Hoger Instituut voor Wijsbegeerte van de KU Leuven.
Hij trad in de jaren vijftig in bij de Augustijnen en werd priester gewijd. Hij kon er theologie studeren te Rome, en filosofie in Leuven, Freiburg i. Br. en Parijs. Tot zijn docenten bij de Augustijnen behoorden Kees Kwant en Nico Luijpen. IJsseling promoveerde in 1964 op een proefschrift getiteld Heidegger, denken en danken, geven en zijn. Zijn priesterambt legde hij in 1975 neer.
IJsseling introduceerde de postmoderne filosofie in Vlaanderen en Nederland. Hij was een autoriteit op het gebied van Martin Heidegger, en Franse denkers die door Heidegger beïnvloed waren zoals de psychoanalyticus Jacques Lacan en de filosoof Jacques Derrida, en Heideggers gebruik van de deconstructie in het Nederlands taalgebied. Toen Derrida in 1989 op Maria-Lichtmis geëerd werd als doctor honoris causa van de KU Leuven, was zijn promotor IJsseling die zijn laudatio uitsprak en de bul overhandigde.
Hij was aan het Leuvense HIW van 1974 tot 1997 directeur van het Husserl-archief en hoofdredacteur van het wetenschappelijke Tijdschrift voor Filosofie.